# Предраг Спасич
Предраг Спасич (серб. Predrag Spasić / Предраг Спасић, нар. 13 травня 1965, Крагуєваць) — югославський та сербський футболіст, що грав на позиції центрального захисника.
Виступав, зокрема, за «Партизан» та «Реал Мадрид», а також національну збірну Югославії, у складі якої був учасником чемпіонату світу та Олімпійських ігор.

## Клубна кар'єра
У дорослому футболі дебютував 1984 року виступами за команду «Раднички» (Крагуєваць), в якій провів чотири сезони, взявши участь у 123 матчах нижчих ліг чемпіонату Югославії.
У 1988 році Спасич перейшов у столичний «Партизан», де став основним гравцем і за два сезони провів 55 ігор у вищій лізі Югославії, ставши володарем Кубка Югославії у 1989 році.
Після закінчення чемпіонату світу мадридський «Реал» підписав Спасича на чотири роки і заплатив за нього близько 200 мільйонів песет. Трансфер гравця став несподіванкою, оскільки клуб сподівався підписати захисника «Ноттінгем Форест» Деса Вокера, однак переговори з англійською компанією зірвалися, і президент клубу Рамон Мендоса вибрав югославського гравця після його виступу в Італії 1990 року. Втім у «королівському клубі» югослав не зміг себе проявити і став запасним гравцем та дублером основної пари захисників Мануель Санчіс — Фернандо Єрро. Найбільше у команді Спасич запам'ятився тим, що у надпринциповому класичному дербі проти «Барселони» забив автогол, через що його команда програла з рахунком 1:2. В результаті більшість уболівальників мадридців того часу вважали його одним з найгірших підкріплень, які коли-небудь підписував «Реал». Загалом за сезон югослав зіграв у 22 матчах чемпіонату. У тому сезоні «Реал» посів 3-е місце в лізі, вийшов у чвертьфінал Кубка чемпіонів і виграв Суперкубок Іспанії.
Влітку 1991 року Спасича було продано до «Осасуни». Захисник відіграв за клуб з Памплони наступні три сезони своєї ігрової кар'єри. Більшість часу, проведеного у складі «Осасуни», був основним гравцем захисту команди і зіграв 88 ігор у Прімері. Коли наварський клуб вилетів до Сегунди у 1994 році, футболіст приєднався до іншого місцевого клубу «Атлетіко Марбелья», за який зіграв лише п'ять ігор у Сегунді.
У 1995 році Спасич повернувся на батьківщину, підписавши контракт з «Радничками» (Белград) на один сезон, по завершенні якого завершив ігрову кар'єру у віці 31 року.

## Виступи за збірну
24 серпня 1988 року дебютував в офіційних іграх у складі національної збірної Югославії в товариському матчі проти Швейцарії (2:0) і того ж року брав участь в олімпійському турнірі, де югослави не вийшли з групи.
У складі національної збірної був учасником чемпіонату світу 1990 року в Італії, де провів усі п'ять ігор.
Загалом протягом кар'єри в національній команді, яка тривала 4 роки, провів у її формі 31 матч, забивши 1 гол.

## Титули і досягнення
- Володар Кубка Югославії (1):

«Партизан»: 1988/89
- Володар Суперкубка Іспанії (1):

«Реал Мадрид»: 1990